# Wilhelm-Liebknecht-Preis
Der Wilhelm-Liebknecht-Preis der Universitätsstadt Gießen ist eine 1990 ins Leben gerufene und an Wissenschaftler verliehene Auszeichnung, die nach dem in Gießen geborenen Reichstagsabgeordneten und Mitbegründer der Sozialdemokratischen Partei Deutschlands Wilhelm Liebknecht benannt ist.
Mit dem Preis werden „hervorragende geschichtliche und sozialwissenschaftliche Publikationen“ gewürdigt, die „sich im Sinne von Wilhelm Liebknechts Lebenswerk mit der Entwicklung der bürgerlichen Gesellschaft in Deutschland auseinandersetzen“. Dabei werden Arbeiten zur Geschichte und Politik im 18. und 19. Jahrhundert mit Schwerpunkt Hessen berücksichtigt, „die sich den sozialen Grundlagen zum Aufbau und zur Sicherung demokratischer Gemeinwesen widmen“. Der Preis ist mit 2500 Euro dotiert.
In der Jury sitzen der Oberbürgermeister der Stadt Gießen, ein Vertreter der Stadtverordnetenversammlung, der Vorsitzende des Oberhessischen Geschichtsvereins sowie die Lehrstuhlinhaber für Neuere Geschichte und für Politische Wissenschaften der Justus-Liebig-Universität Gießen.

## Preisträger
| Jahr | Preisträger            | Thema der Arbeit |
| ---- | ---------------------- | --- |
| 1991 | Michael Wettengel      | „Die Revolution 1848/49 im Rhein-Main-Raum“                                                                                   |
| 1993 | Ulrich Sieg            | „Aufstieg und Niedergang des Marburger Neukantianismus“                                                                       |
| 1995 | Ewald Grothe           | „Verfassungsgebung und Verfassungskonflikt. Das Kurfürstentum Hessen in der ersten Ära Hassenpflug 1830–1837“                 |
| 1998 | Dorothee Schimpf       | „Emanzipation und Bildungswesen der Juden im Kurfürstentum Hessen 1807–1866“                                                  |
| 2000 | Ralf Roth              | „Stadt und Bürgertum in Frankfurt am Main – Ein besonderer Weg von der ständischen zur modernen Bürgergesellschaft 1760–1914“ |
| 2002 | Sylvia Kesper-Biermann | „Staat und Schule in Kurhessen 1813–1866“                                                                                     |
| 2017 | Philipp Erbentraut     | „Theorie und Soziologie der politischen Parteien im deutschen Vormärz 1815–1848“                                              |
| 2019 | Lea Elsässer           | „Wessen Stimme zählt? Soziale und politische Ungleichheit in Deutschland“                                                     |
| 2021 | Alexandra Schauer      | „Mensch ohne Welt. Zur spätmodernen Vergesellschaftung des Individuums.“                                                      |
| 2023 | Laura Soréna Tittel    | „Umrisse einer Theorie des Antiziganismus“                                                                                    |